# Auriamalgama
L'auriamalgama è un minerale composto da oro e mercurio dai quali deriva il nome.